# Port d'Hämeenlinna
Le port d'Hämeenlinna (finnois : Hämeenlinnan satama), (LOCODE: FI  HMY) est un port  situé sur les rives du lac Vanajavesi à Hämeenlinna.

## Présentation
Le port d'Hämeenlinna est un port destiné au transport fluvial sur les rives du lac  Vanajavesi dans le centre d'Hämeenlinna.
La zone portuaire est située le long de la rue Arvi Karisto dans le quartier de Koilliskulma. 
Le restaurant du port Rantakasino est situé dans le port. Pendant l'été, il y a un trafic régulier de passagers du port d'Hämeenlinna en direction de Visavuori et du port de Tampere, exploité par la compagnie Suomen Hopealinja.